# Artyom Krikunov
Artyom Pavlovitsj Krikunov (Russisch: Артём Павлович Крикунов) 7 september 1996) is een Kazachs langebaanschaatser. De 500m is de beste afstand van Krikunov.

## Records

### Persoonlijke records
| Afstand    | Tijd    | Datum           | Baan           |
| ---------- | ------- | --------------- | -------------- |
| 500 meter  | 35,33   | 6 december 2017 | Salt Lake City |
| 1000 meter | 1.10,96 | 18 oktober 2017 | Astana         |
| 1500 meter | 1.54,11 | 29 maart 2016   | Astana         |
| 3000 meter | 4.12,65 | 15 oktober 2014 | Astana         |
| 5000 meter | 7.26,94 | 15 maart 2014   | Astana         |

(laatst bijgewerkt: 27 december 2018)

## Resultaten
| Jaar | Olympische Spelen | WK Junioren                       |
| ---- | ----------------- | --------------------------------- |
| 2014 |                   | 18e 500m 23e 1000m                |
| 2015 |                   | 10e 500m 35e 1000m 26e massastart |
| 2016 |                   | 6e 500m 31e 1000m 5e teamsprint   |
|      |                   |                                   |
| 2018 | 25e 500m          |                                   |